# ハニカムチャッカ
ハニカムチャッカは、大川ぶくぶ作の4コマ漫画である。星海社のweb漫画媒体ツイ4にて2016年4月から2020年7月まで連載された。単行本は全3巻。
大人気音楽グループハニカムチャッカと、その取り巻き達とが織りなすミュージック・ポップ・ストーリー。 
各話Ａ面Ｂ面の2つの視点が存在し、それぞれが交互に展開される。Ａ面ではハニカムチャッカ、Ｂ面ではハニカムチャッカのファン視点での物語が描かれる。

## 登場人物

### ハニカムチャッカ
SACHI(サチ)
ハニカムチャッカのボーカル担当。15歳。八重歯が特徴。妹が一人いる。キャッチコピーは「生まれついてのプリンセスディーバ」。
オシャレに憧れる、ゴキブリを嫌うなど、典型的な女子。常識的で、作中ではツッコミ役に回ることが多い。
ラジオが大好きで、ラジオ番組のパーソナリティも務めている。
TAYO (タヨ)
ハニカムチャッカのダンス担当。15歳。オレンジ色で癖の強い髪型が特徴。沖縄県出身。兄が複数いる。キャッチコピーは「パーフェクトボディーを持つダンシングスター」。
1歳でムーンウォークを習得するなど、ダンスの才能が非常に優れている（本人曰く「生きとし生けるもの全てがダンスの先生」だという）。ライブのパフォーマンスで見せるダンスは非常に難易度が高く、常人が下手に真似すると頭部が吹き飛ぶ可能性がある。
また食欲旺盛でもあり、作中では食事シーンが多く見られる。特にワールドツアーでフランスを訪れた際はレストランでメニューに記された品物を全て頼むという奇行を見せた。
作中では口数が少ないが、時々突拍子もないボケや辛辣なツッコミをすることがある。
DJ COPY AND PASTE（DJコピーアンドペースト）
ハニカムチャッカのDJ担当。帽子・六角形のサングラス・長髪が特徴。愛称は「DJコピペ」。
その名の通り、作中で登場する際はキャラデザインが使い回しされている。その為、表情や体勢は常に一定である。
元々は天才的な才能を持つ音楽家だったが、友の裏切りにより失望し一度音楽界を去った。しかしある日サチとタヨのパフォーマンスを見て感動し、「自分と同じ運命に遭わせたくない」と奮い立ってハニカムチャッカのDJになったという。
第147話の｢次期コピペ総選挙｣によりキャラデザインが変更される。変更後は1頭身でもはや人間の姿を留めていないデザインになった。しかしバイクに乗る時のみ普通の人間の姿で描かれた。
マネージャー
ハニカムチャッカのマネージャー。金髪が特徴。性別は明言されていない。一人称は「私」だが、容姿や言葉遣いはやや男性に近い。
メイクやバックダンサーの手配など、様々な仕事をこなす。その仕事ぶりはメンバーからも高い評価を得ている。
マネージャーに就任する以前は「天音」という名前で「BLOODY CROSS NIGHT」というヴィジュアル系バンドに所属していた。だが、PV撮影でスカイダイビングを行った際に、他のメンバーがパラシュートをつけずに落下し死亡したため、ヴィジュアル系から身を引いた。

#### ファン
チャカピー
ハニカムチャッカのファンの1人。短く束ねた髪と厚い唇が特徴。
ハニカムチャッカのデビュー曲を聴いて以来、ハニカムチャッカのファンとなる。やがてその熱意は度を過ぎるものとなり、「アンチを物理的に粛清する」「ライブのチケットを買うお金を確保するために臓器を売る」など、常軌を逸した行動をとるようになる。
ハニカムチャッカを知る前は、天音が所属していたヴィジュアル系バンドのファンであった。こちらでも「バンドメンバーへのストーカー行為をしたファンを抹殺する」など、過激な行動を取っていた模様。
普段は有能なOLであり、後輩からの信頼も厚い。だが、パワハラをしてくる上司は容赦なく抹殺する。
また、作中で「空を飛ぶ」「火を吹く」「雨雲を晴らす」「怪力」など超人的な能力を度々見せる。
カリメロ
ハニカムチャッカのファンの1人。おかっぱ頭が特徴。29歳。一人称は「あたち」。
チャカピーとは幼い頃からの仲であり、チャカピーと同じくハニカムチャッカのファンとなる。こちらもファンとして過激な行動が多く見られる。
「ハニカムチャッカに出会う前の自分は人間じゃなかった」とも公言していることから、ハニカムチャッカへの愛はチャカピー以上ともいえる。
フリーターであり、ライブの為の軍資金は裏カジノなどで稼いでいる。接客態度や上司への態度が非常に悪く、バイトをするも即刻クビになってしまう。
ようやく会社の面接に合格するも、過労死者が続出するほどの常軌を逸したブラック企業であった。さらに常務へ反抗した事で標的にされる。だがチャカピーの協力などによりこの常務を抹殺。その後は会社を辞めた。
チャカピーと同様の超人的な能力を持つ。
ビッグ・ファン
ハニカムチャッカのファンクラブの会長。常に覆面を被っているため素顔は不明。
チャカピーやカリメロを含む他のファンクラブ会員から崇められている存在。また、チャカピーやカリメロの過激行動を高く評価している。

#### その他
ユキ
SACHIの妹。姉であるSACHIの音楽活動に強い憧れを持っている。SACHIがインフルエンザで担当しているラジオ番組の収録を欠席した際、勝手に代わりとして出演に出向いた。
TAYOが大好きでよく懐いている。
SACHIの父
世界を股にかけて活動するピアニスト。楽器奏者に似つかわしくない、筋肉質な体型。
DJを｢半端な音楽｣と揶揄し否定していたが、コピペが自分の曲に即座に巧妙なアレンジを施したことに感動する。
タクマ
TAYOの兄。体操の選手で、オリンピックで活躍するほどの実力者。
TAYOを溺愛しているが、音楽活動には反対している。
タイチ
TAYO､タクマの兄。ラグビーの選手で、オリンピックで活躍するほどの実力者。
TAYOの音楽活動に対して理解を示している。
タダテル
TAYO､タクマ､タイチの兄。水泳の選手で、オリンピックで活躍するほどの実力者。
TAYOの音楽活動を「高1の間だけ」という条件で許可している。
DANA
SACHI達と同年代の少女。ハニカムチャッカのライバルの立ち位置で音楽界にデビューする。
だが、ハニカムチャッカには強い憧れも抱いており、2人に初対面した時に握手を交わしたことでデレデレになった。
DJコペー＆トースト
DJコピペのモノマネ芸人。ファン過ぎてモノマネを始めた。チャカピーやカリメロ、ハニカムチャッカ本人達からも似ていると評判。
ハニカムのライブにDJコピペの代打で登場したこともある。相方はSACHIのモノマネをしている（こちらは似ていない）。

## 書誌情報
- 大川ぶくぶ『ハニカムチャッカ』 、講談社〈星海社COMICS〉、全3巻　
  1. 2017年4月8日発売 ISBN 978-4-06-369567-0
  2. 2018年10月12日発売 ISBN 978-4-06-513527-3
  3. 2020年8月11日発売 ISBN 978-4-06-520653-9